# Peperomia caliginigaudens
Peperomia caliginigaudens là một loài thực vật có hoa trong họ Hồ tiêu. Loài này được Trel. & Yunck. miêu tả khoa học đầu tiên năm 1950.